# Arenillas
Arenillas é um município da Espanha na província de Sória, comunidade autónoma de Castela e Leão, de área 30,39 km² com população de 29 habitantes (2006) e densidade populacional de 0,95 hab./km².

## Demografia
| Variação demográfica do município entre 1991 e 2004 | Variação demográfica do município entre 1991 e 2004 | Variação demográfica do município entre 1991 e 2004 | Variação demográfica do município entre 1991 e 2004 |
| --------------------------------------------------- | --------------------------------------------------- | --------------------------------------------------- | --------------------------------------------------- |
| 1991                                                | 1996                                                | 2001                                                | 2004                                                |
| 51                                                  | 55                                                  | 46                                                  | 32                                                  |